# Barbie, mint Rapunzel
A Barbie, mint Rapunzel (eredeti cím: Barbie as Rapunzel) 2002-ben bemutatott amerikai 3D-s számítógépes animációs film, amelyet Owen Hurley rendezett. Az animációs játékfilm forgatókönyvét Elana Lesser és Cliff Ruby írták. A zenéjét Arnie Roth szerezte. A videofilm a Lions Gate Entertainment gyártásában készült. Műfaja fantasyfilm.
Amerikában 2002. október 1-jén, Magyarországon pedig 2002. december 4-én adták ki VHS-en és DVD-n.

## Szereplők
| Szereplő          | Eredeti hang      | Magyar hang        | Leírás |
| ----------------- | ----------------- | ------------------ | ------ |
| Barbie (Rapunzel) | Kelly Sheridan    | Csondor Kata       |        |
| Gothel            | Anjelica Huston   | Kovács Nóra        |        |
| Hugo              | David Kaye        | Csernák János      |        |
| Stefan herceg     | Mark Hildreth     | Markovics Tamás    |        |
| Penelope          | Cree Summer       | Bogdányi Titanilla |        |
| Hobie             | Ian James Corlett | Józsa Imre         |        |
| Otto              | Peter Kelamis     | Pusztaszeri Kornél |        |
| Frederich király  | Russell Roberts   | Balázsi Gyula      |        |
| Wilhelm király    | Christopher Gaze  | Jakab Csaba        |        |